# 福清少林院遗址
福清少林院遗址，位于中国福建省福州市福清市东张镇少林村，宋代创建，至明清废圯。遗迹保存较好，建筑布局、结构基本清楚。出土的宋代陶瓷器，部分碗、碟器底的露胎处有“少林”、“少林院用”等墨书。大量石柱础、柱顶石以及石碾槽、石盂、护阶石等，有的刻有“大观”、“庆元”等字。可证实该遗址即宋代文献所记载的“少林院”。是福建省迄今发掘面积最大的古代寺院建筑遗址。2005年5月11日公布为第六批福建省文物保护单位。